# أوقستو هيوز
أوقستو هيوز (بالإسبانية: Augusto Hughes)‏ هو عسكري أرجنتيني، ولد في 1931 في الأرجنتين، وتوفي بنفس المكان في 1993.